# Àrsaces II d'Armènia
Àrsaces II (en armeni Արշակ Բ) va ser rei d'Armènia de l'any 350 al 368. Formava part de la dinastia arsàcida.

## Biografia
Àrsaces II va ser el segon fill de Tigranes VII i d'una mare de la que no es coneix el nom. El seu pare era client de Roma i va ser rei d'Armènia des del 339 fins al 350. La data de naixement d'Àrsaces és desconeguda i se sap poc sobre la seva vida abans de pujar al tron. En algun moment durant el regnat del seu pare, el rei sassànida Sapor II va iniciar una guerra contra Roma i els seus aliats, en primer lloc perseguint els cristians que vivien a Pèrsia i a Mesopotàmia. Sapor II, va capturar aquests territoris, i va donar un bon cop al prestigi romà a Orient. En algun moment del regnat de Tigranes VII, Sapor II amb el seu exèrcit havia envaït Armènia, fins que, vençuts els armenis, va prendre Àrsaces II i altres membres de la seva família com a ostatges. El camarlenc del seu pare els va trair i els va entregar al rei sassànida. Àrsaces II, va ser tancat a la presó i al seu pare Tigranes li van treure els ulls, quan Sapor II el va acusar de connivència amb Roma.
Els nobles d'Armènia estaven enfurismats per la brutalitat de Sapor II i el seu tracte a Àrsaces II i als membres de la seva família. Van prendre les armes i van lluitar contra Sapr II i el seu exèrcit amb l'ajuda dels romans. Van vèncer Sapor II i el seu exèrcit i el van expulsar d'Armènia. Després d'aquesta derrota, Sapor va signar un tractat amb els romans, i va alliberar de la presó Àrsaces II i els membres de la seva família. Com que el pare d'Àrsaces II s'havia convertit en cec, va abdicar del tron, i Àrsaces II el va succeir com a rei d'Armènia l'any 350.

## Regnat
A l'inici del seu regnat Àrsaces II va reconciliar-se i va donar el seu favor a la família dels Mamiconis, proscrita pel seu pare, i que s'havien exiliat a Taik. Vardanes Mamiconi i Vasaces Mamiconi van ser restablerts als seus honors i el darrer va ser nomenat sparapet (generalíssim). La família també va tenir el càrrec de stratelat. Una altra família que va tenir el favor reial va ser la dels Gnuní o Kenuni.
La guerra de Roma amb els sassànides, que s'havia iniciat el 338 i que fins al 350 es va limitar a setges a Singara (Sindjar) i Nísibis, no havia afectat encara a Armènia que va mantenir la neutralitat. Sapor II va cridar a la seva cort a Àrsaces, i quan es trobava a la cort persa, un oficial va fer una ofensa a Àrsaces, cosa va fer reaccionar al seu acompanyant Vasaces Mamiconi que va matar l'oficial immediatament. El rei persa va fingir que felicitava a Vasaces per la seva lleialtat. Àrsaces va jurar fidelitat al rei de Pèrsia, jurament que va haver de fer sobre els Evangelis. Àrsaces no va tardar a fugir de la cort de Sapor II i retornat al seu país va renunciar a l'aliança amb els sassànides seguint el consell de Vasaces que encapçalava el partit pro romà, mentre el seu germà Vardanes Mamiconi encapçalava als partidaris dels perses.
El 353 Narses I el gran, net de Gregori l'Il·luminador, va ser elegit patriarca als 27 anys, càrrec que va mantenir fins a la seva mort el 25 de juliol del 373, excepte una retirada de 4 anys. Sa mare era germana del rei Tigranes VII d'Armènia, i estava casat amb a una princesa dels Mamiconis, amb la que va tenir un fill que després va ser Sant Isaac. Era senyor hereditari d'Astixat. Enfrontat al rei, va ser substituït (359-363) per Isaac de Manazkert conegut per Tshonak, probablement més comprensiu amb la dinastia reial.
Àrsaces va fundar la ciutat d'Arxakavan que va poblar amb tota classe de criminals als que va perdonar a canvi del seu establiment allí. El rei tenia com a objectiu organitzar un gran exèrcit per lluitar contra els sassànides que hauria format amb aquells criminals. Narses va condemnar aquests fets i després la ciutat va ser assolada per una epidèmia (segons Faust de Bizanci) o per un atac dels perses (segons Moisès de Khorèn) que temien la possible força d'aquells pobladors, que s'havien reunit en nombre de 150.000.

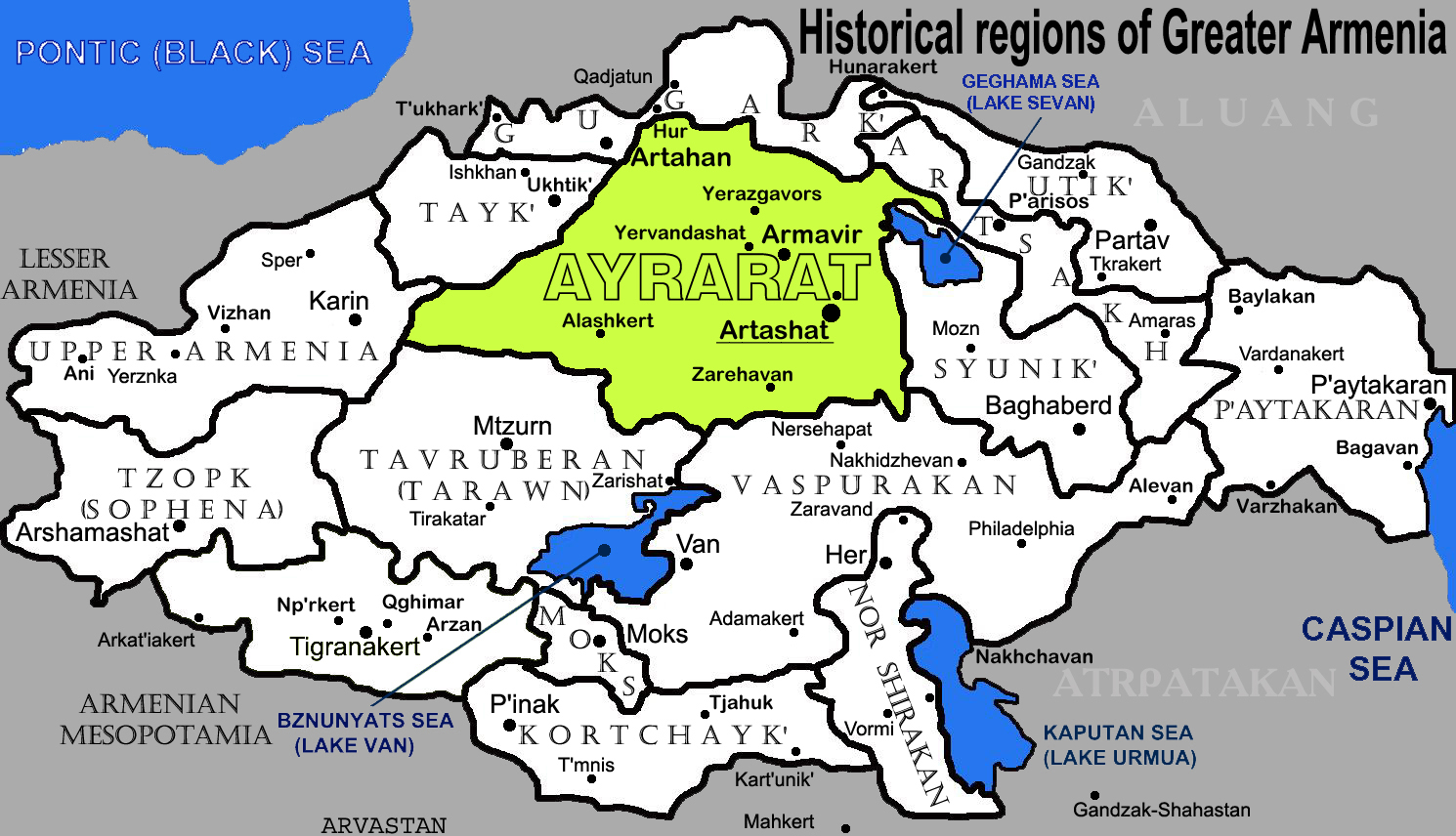
Historical provinces of Greater Armenia

Cap a l'any 360 Procopi diu que Àrsaces va tornar a l'aliança amb els sassànides i va fer la guerra a la regió de Nisibe al costat dels perses. L'historiador Ammià Marcel·lí, que el descriu com "un amic fidel dels romans", diu que l'emperador Constanci II li va demanar aquell any 360 que es posés al seu costat i Àrsaces li va jurar fidelitat. Després d'això Àrsaces es va casar am Olimpies, filla d'Ablabi, antic prefecte del pretori, que havia estat promesa de Constant, germà de Constanci. Sapor II va intentar fer tornar al rei a l'aliança persa amb regals luxosos però Àrsaces es va mantenir fidel a Roma. Llavors dos dels més poderosos, Meruzanes Arzeruni i Baanes Mamiconi, van passar a Pèrsia al costat de Sapor II (310-379) i es van convertir al mazdeisme. Un d'ells es va casar amb una princesa sassànida.
L'any 362 va enviar una ambaixada a l'emperador Julià l'apòstata que acabava de succeir a Constanci. Julià va iniciar la guerra contra Pèrsia i li va encarregar a Àrsaces de fer una operació de distracció cap a la Xiliocome, districte de Mèdia, mentre l'emperador atacava Ctesifont (363), però Julià va morir d'una ferida en un combat i el seu successor Jovià, va retrocedir i va abandonar les conquestes fetes (Singara, Nisibe i les cinc províncies més enllà del Tigris (Arzanene, Moxoene, Zabdikene o regió de Finik, Rehimene a la confluència entre el Bohtan Su i el Tigris, i Corduena). A més Jovià va pactar amb els perses que Àrsaces no rebria ajuda romana en el futur.
Els atacs sassànides al següent any, per la part de la frontera a la zona de Ganzak (Gandja) i a Vanand i Bassèn, van ser rebutjats pel rei i per Vasaces, fins que va arribar la traïció de Meruzanes Arzeruni, que va guiar als perses cap Armènia, i van atacar pel sud per Altzniq i Dzophq, van saquejar les tombes reials i van ocupar Tigranocertaon van fer presoners tots els seus habitants. Els Àngel van resistir a l'oest de Dzophq però tot i això el perses van poder ocupar el castell de Kamakh-Ani al Daranaliq. Segons Faust de Bizanci, poc després Vasaces va sorprendre els perses i va alliberar els presoners, va recuperar els ossos dels reis i es va refugiar a una fortalesa inaccessible al Altzq prop de l'Ararat: Després molts nakharark van abandonar al rei (els prínceps de l'Altzniq, Korduq, Timoriq, Artzakh i algun altre).
El rei va fer matar molts nakharark incorporant les seves terres a la corona. Els més afectats van ser els Camsaracans de Shirak i Arsharuniq (amb les ciutats d'Artagers o Artageras i d'Eruandashat) si bé un membre de la família que es va salvar va recuperar després les terres familiars. Igualment va fer matar el seu nebot Gunel (Gnel) i es va casar amb la seva dona Pharantzem, filla d'Andok de Siunia. La reina es va desfer (enverinant-la) de la seva rival, la reina Olimpies, la romana que havia estat la primera dona d'Àrsaces. També va fer matar Vardanes Mamiconi (amb la complicitat del germà d'aquest Vasaces) al seu castell d'Erakhani al Taik. El rei va fer reforçar la fortalesa d'Artagers on va instal·lar la seva residència.
El patriarca Narses va intentar reconciliar al rei amb els nobles revoltats i favorables a Pèrsia però sense èxit. Sapor II, coneixent les dificultats del rei al seu país, i sabent que no podia tenir ajut de Roma, el va cridar a la seva cort, amenaçant-lo, si no hi anava, de reprendre la guerra, però si hi anava li oferia garanties. Àrsaces i Vasaces Mamiconi van anar a Pèrsia, i aviat vel rei sassànida va fer empresonar Àrsaces a Aniutx (el Castell de l'Oblit) al Khuzestan i Vasaces va ser torturat i mort i la seva pell exposada al Castell de l'Oblit (368). Faust de Bizanci afegeix que el van deixar cec i que després de ser empresonat a una fortalesa anomenada Agabana va morir de les tortures a que el van sotmetre. Com que Moisès de Khorèn dona després del 363 com a data en què el rei Tigranes VII va ser cegat, cal pensar en una confusió entre el pare i el fill.

## Final del regnat
Així el 368 Armènia es va convertir en una província persa governada per l'eunuc Cilax i per Artabà o Artaban (a qui Ammià Marcel·lí anomena Karen). La reina Pharantzem es va refugiar a la fortalesa d'Artakert o Artagers a la província d'Arshauroniq amb el tresor reial, va subornar (seduir) a Cilax i a Artaban i amb el seu ajut va posar en fuita a les forces perses. La reina va enviar el seu fill gran Pap (fill d'Àrsaces II) a territori romà on li va ser assignada una residència a Neocesarea al Pont.

## Família
El rei es va casar dues vegades: la primera amb una aristòcrata romana, filla del prefecte del pretori Ablabius, enviada per l'emperador Constanci II tot i que era la promesa del seu germà Constant I. Va morir enverinada i no va deixar fills.
La segona esposa era la vídua del seu nebot Gnel, Pharantzem de Suiunia, de la que va néixer Pap d'Armènia. Segurament va tenir una germana de nom desconegut, ja que se sap que Pap va tenir un nebot el pare del qual es deia Anob, i la mare havia de ser germana de Pap.